# PDFCreator
PDFCreator是將文件转换成PDF文件的软件，運行於Microsoft Windows。其通过创建虚拟打印机来打印到PDF文件，由此允许任何程序通过自身的打印功能将文件使用PDFCreator打印来创建PDF。
从2009年起，PDFCreator包含闭源广告软件、工具栏和其他有争议性的软件默认安装。

## 实现
该程序以微软C#语言写成并免费公开发布。它可以在64位和32位Windows版本中运行。实际的PDF创建是由Ghostscript处理，后者已经包含在安装包里。
除了安装成为打印驱动外，PDFCreator 还可以与.ps文件关联，这样可以手动将PostScript文件转换为 PDF 格式。
PDFCreator可以转化以下格式：PDF（含PDF/A（1b和2b）和PDF/X（X-3:2002、X-3:2003和X-4）、PNG、JPEG、TIFF、TXT。还允许给PDF文档数字签名。
2009年至2013年间安装包包含了被多数用户视为恶意软件的闭源浏览器工具栏。即使在技术上是可选组件，其排除过程使用两步进程（1.2.3版以前），被大多数人认为是有意制造混淆。在恶意软件活动之外，工具栏允许从当前网页一键创建PDF并包含一个搜索工具。到1.2.3版本，其排除过程仅仅要求在安装过程中取消在复选框中勾选。
从0.8.1 RC9（2005年）版起PDFCreator支持通过ActiveX界面访问其功能，允许任意启用COM的程序利用其功能。
PDFCreator允许用户禁用打印、复制文本或图像及修改原有文档。用户也可以在两种类型的密码、用户与所有者之间做选择，以限制PDF文件。前者在打开PDF文件的时候是需要的，而后者在更改权限及密码的时候是必需的。加密可以采用40位，兼容Adobe Acrobat 3.0或4.0，或者128位，兼容Acrobat 5.0或更高版本。
从0.9.6版起，PDFCreator完全支持Windows Vista，而且0.9.7版支持Windows 7。

从3.0.0版起，PDFCreator不再支持Windows XP。

## 竅門
為了從不同程式產生一個PDF文件，假設那些程式都支援檔案列印功能，首先停止PDFCreator列印機，接著根據喜愛的次序從不同程式打印想打印的檔案。按合適的圖示來把它們合併。按F2重新啟動列印機，便可以存儲最終輸出的PDF文件。

## 批評
PDFCreator 內含惡意工具列。使用者曾回報此問題，但官方拒絕做出改善。

## 荣誉
现已解散的OpenCD项目选择PDFCreator做为Windows下制作 PDF 文件的最佳自由软件。
2008年8月InfoWorld杂志从50多种自由或免费PDF创建程序中授予PDFCreator开源软件奖。

二者都在很早的时候包含了对间谍软件的担忧。

## 外部連結
- PDFCreator官方網站（页面存档备份，存于）